# Pythonidae
Pythonidés
Pour un article plus général, voir Python (serpent).
Famille
Synonymes
- Pythoninae Fitzinger, 1826

Les Pythonidés (Pythonidae) sont une famille de serpents constricteurs. Le terme « python » regroupe les espèces de cette famille ainsi que l'unique espèce de la famille des Loxocemidae.

## Description et caractéristiques
Ce sont de grands serpents prédateurs, qui chassent à l'affût et bloquent leurs proies grâce à leur mâchoire garnie de dents recourbées vers l'arrière, avant de l'étouffer par constriction. 

## Répartition
Les espèces de cette famille se rencontrent en Inde, en Asie du Sud-Est, en Afrique et en Australie.

## Liste des genres
Selon The Reptile Database (5 décembre 2014) :
- Antaresia Wells & Wellington, 1984
- Apodora Peters & Doria, 1878
- Aspidites Peters, 1877
- Bothrochilus Fitzinger, 1843
- Leiopython Hubrecht, 1879
- Liasis Gray, 1842
- Malayopython Reynolds, Niemiller & Revell, 2014
- Morelia Gray, 1842
- Python Daudin, 1803
- Simalia Gray, 1849

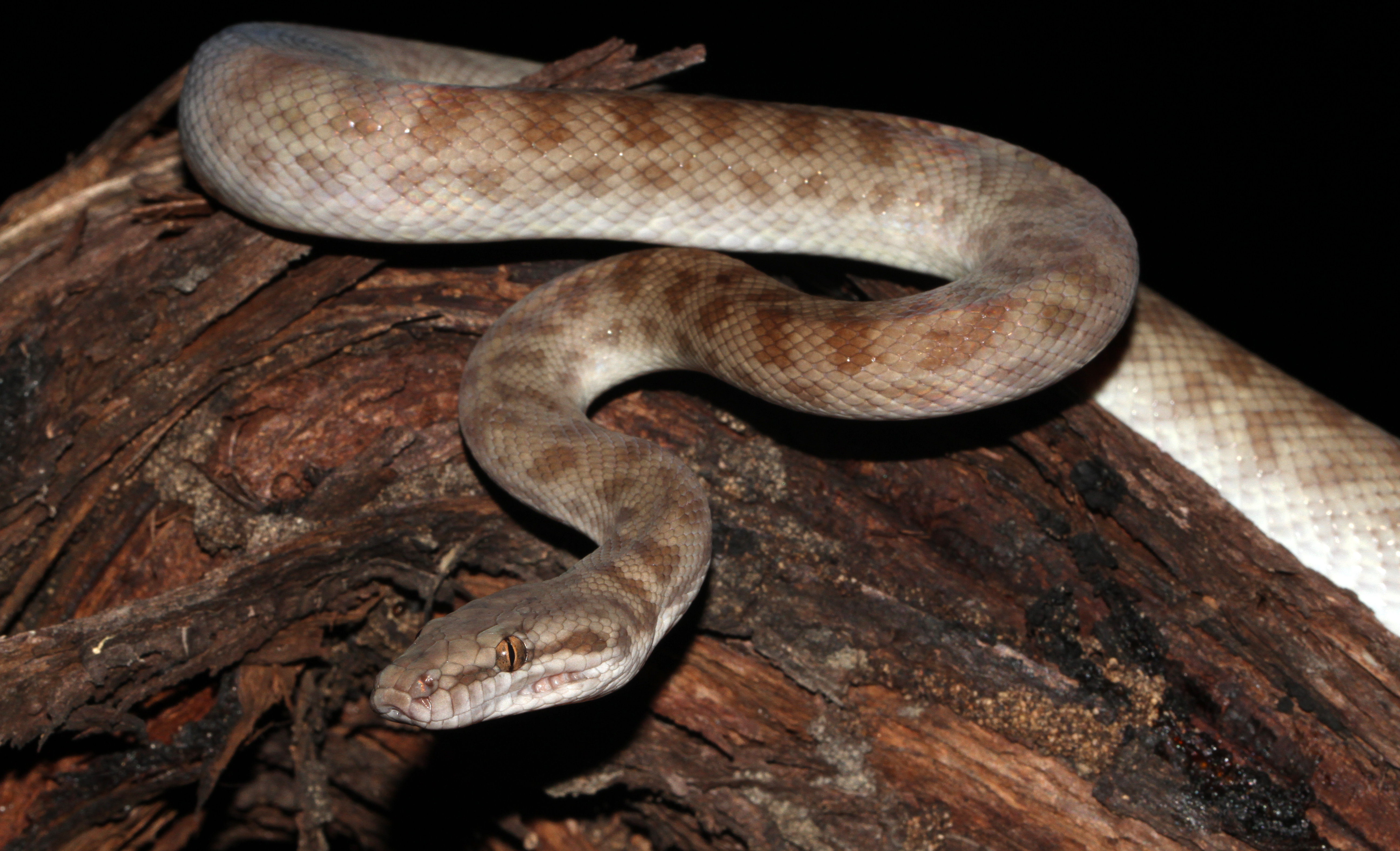
Antaresia childreni
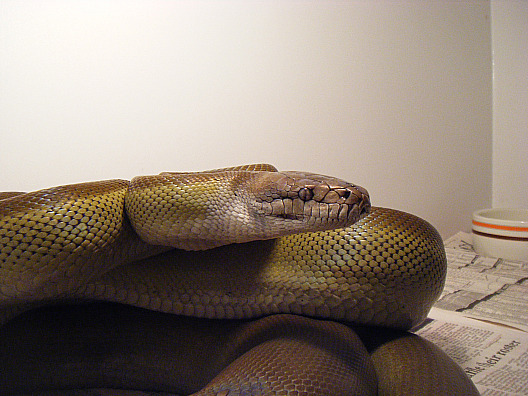
Apodora papuana
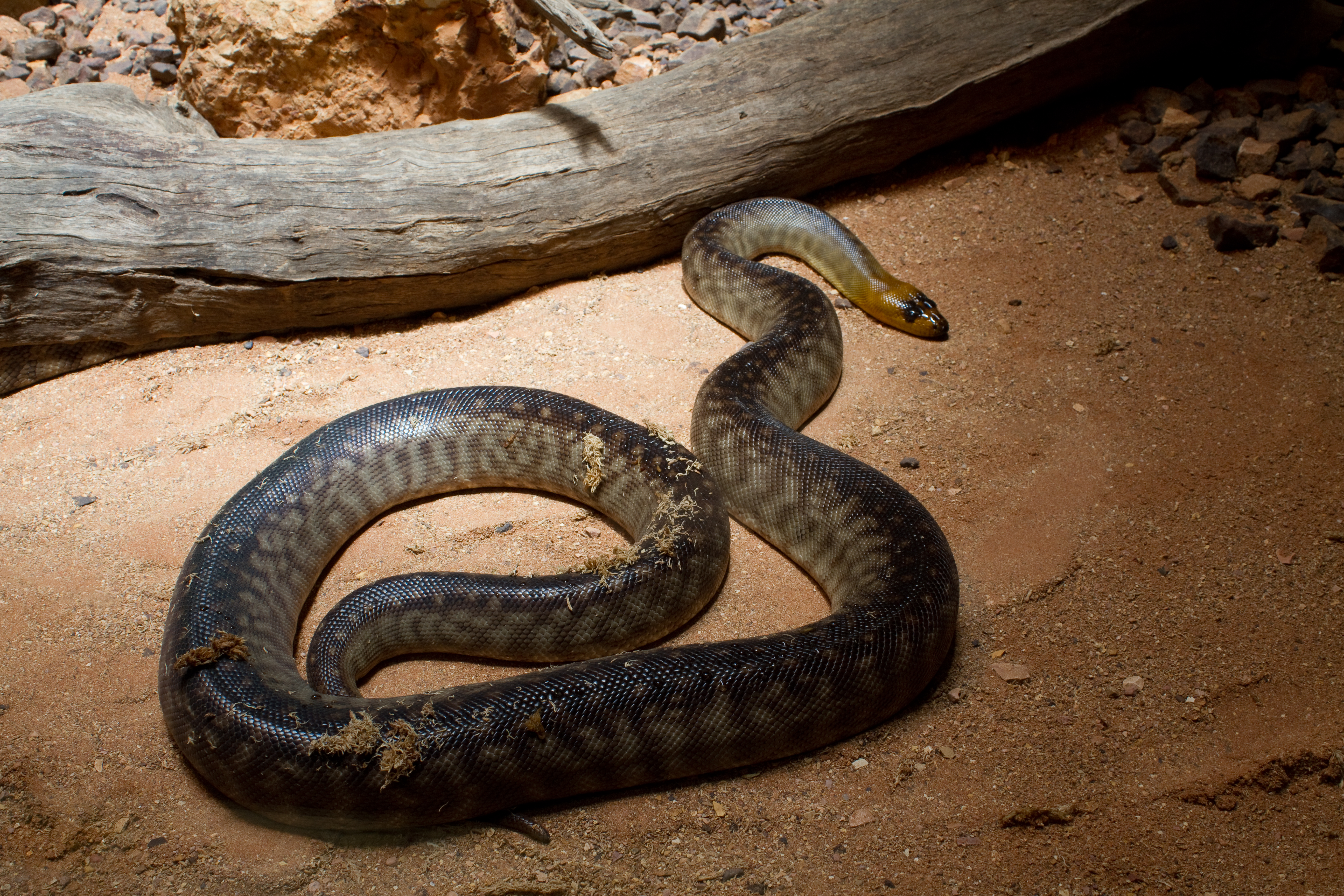
Aspidites ramsayi
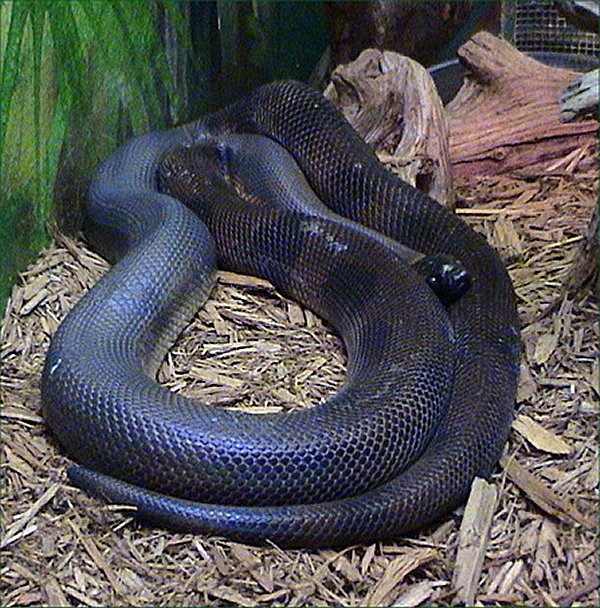
Bothrochilus boa
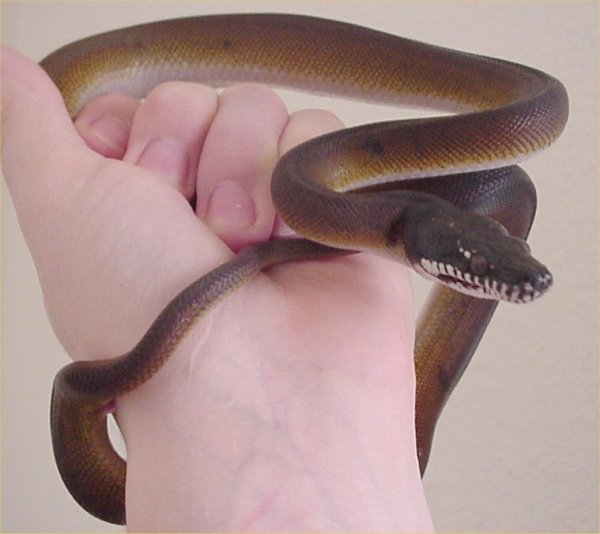
Leiopython albertisii
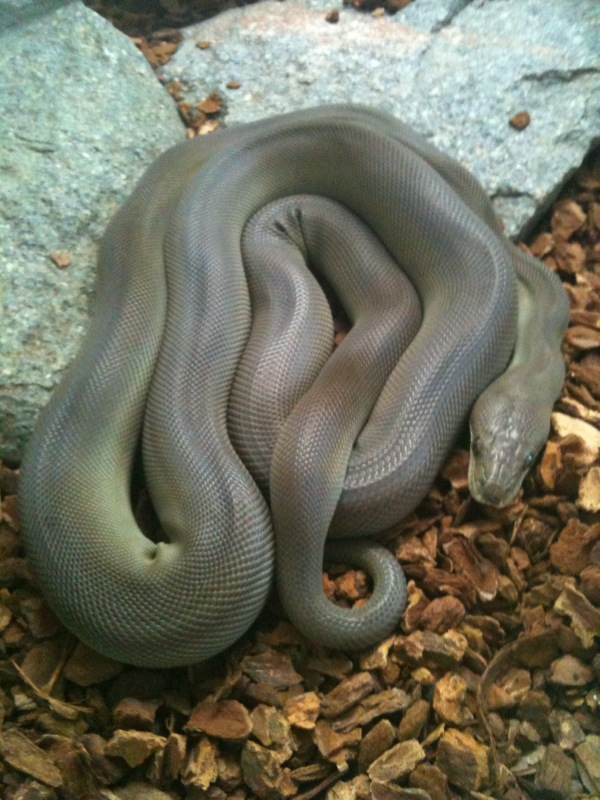
Liasis olivaceus
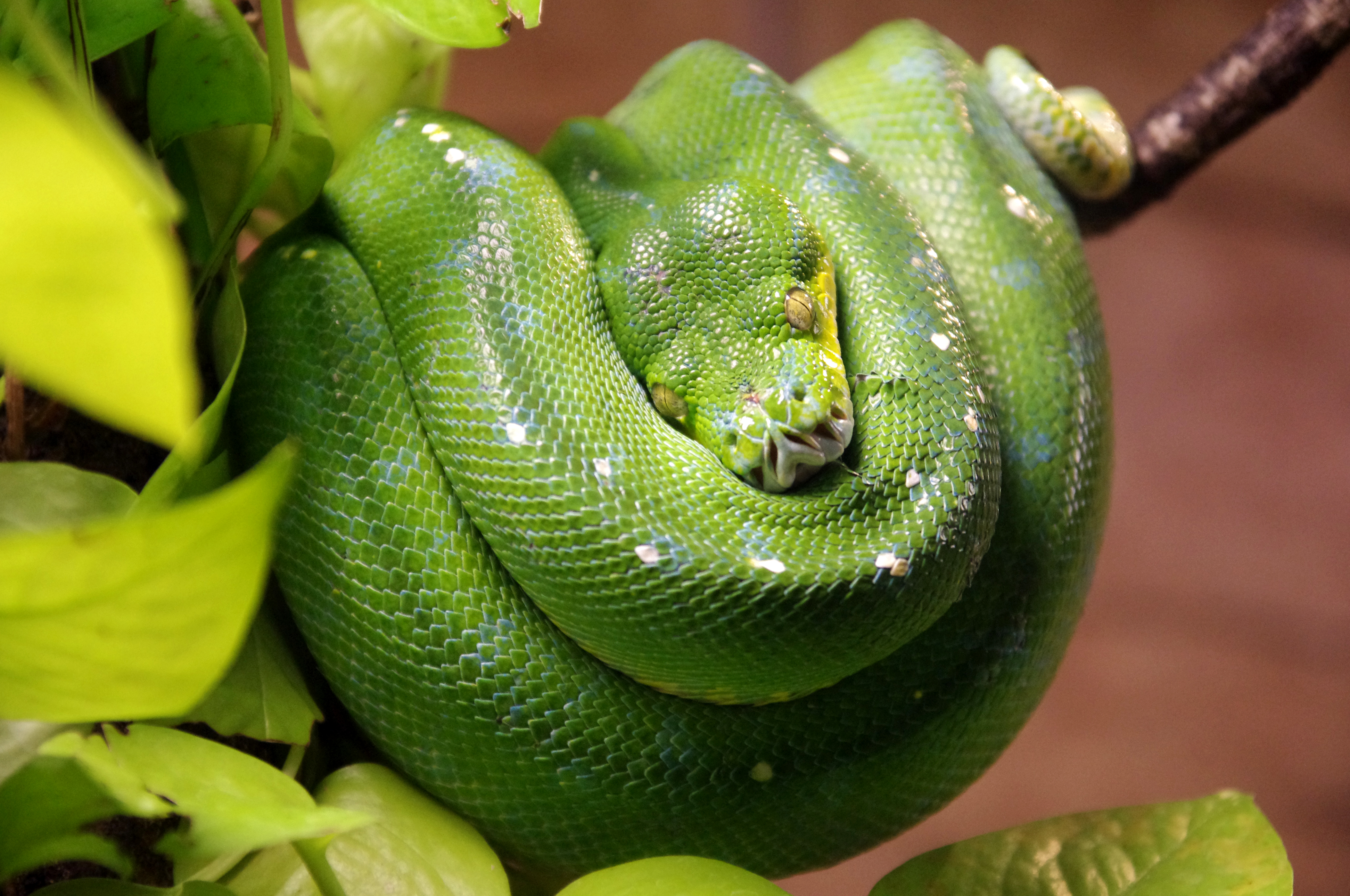
Morelia viridis
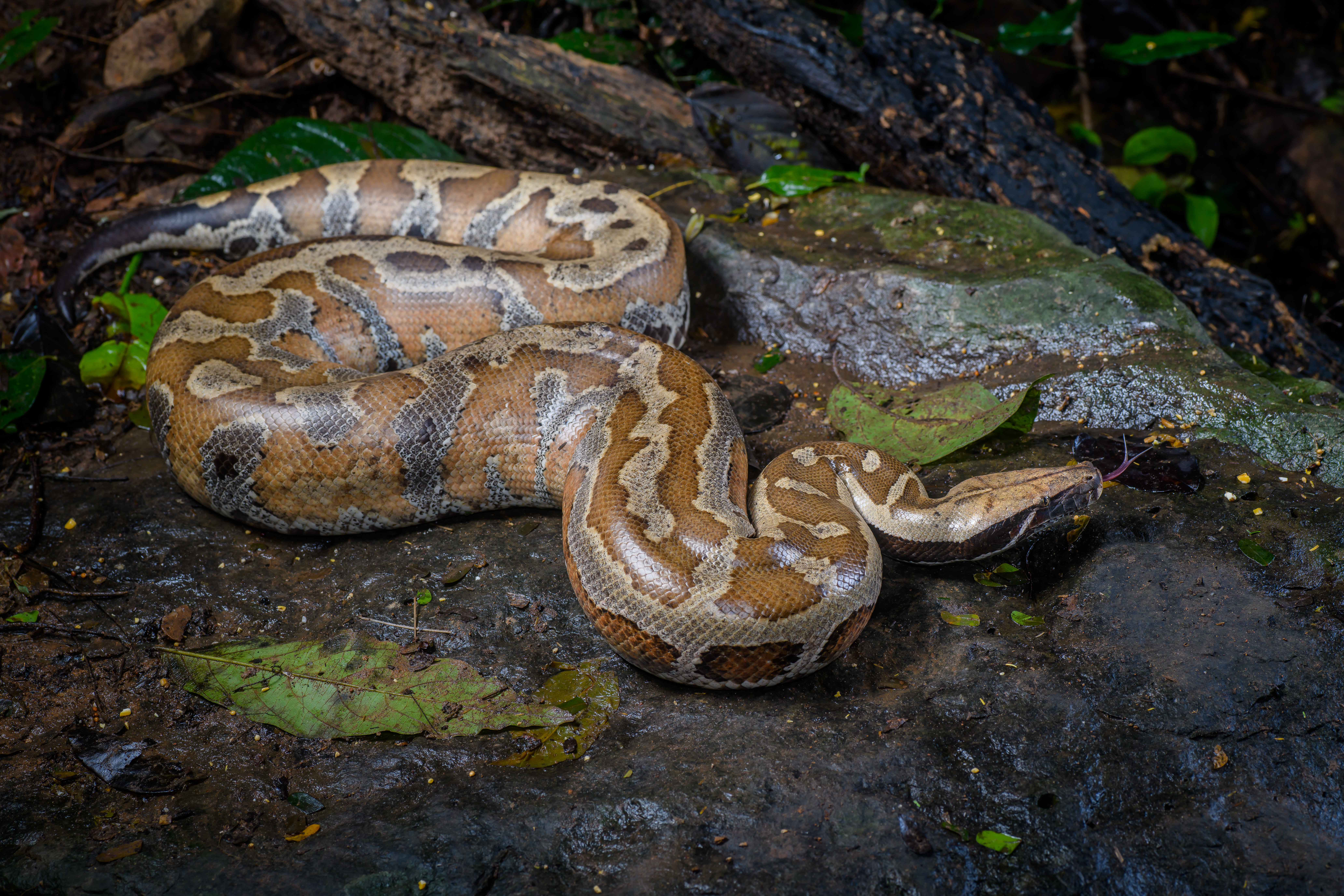
Python brongersmai

## Quelques espèces de cette famille
- Python améthyste (Simalia amethistina)
- Python arboricole vert australien (Morelia viridis)
- Python arboricole vert (Morelia viridis)
- Python à lèvres blanches (Bothrochilus albertisii)
- Python à tête noire d'Australie (Aspidites melanocephalus)
- Python à tête noire (Aspidites melanocephalus)
- Python birman (Python bivittatus)
- Python boule (Python regius)
- Python d'Angola (Python anchietae)
- Python de Boelen (Simalia boeleni)
- Python de Children (Antaresia childreni)
- Python de Macklot (Liasis mackloti)
- Python de Papouasie (Liasis papuana)
- Python de Ramsay (Aspidites ramsayi)
- Python de Seba (Python sebae)
- Python de Stimson (Antaresia stimsoni)
- Python de Timor (Malayopython timoriensis)
- Python indien (Python molurus)
- Python malais (Python curtus)
- Python molure (Python molurus)
- Python olive (Liasis olivaceus)
- Python pygmée (Antaresia perthensis)
- Python royal (Python regius)
- Python réticulé (Malayopython reticulatus)
- Python sanguin (Python curtus)
- Python tacheté (Antaresia maculosa)
- Python tapis (Morelia spilota)
- Python tigre (Python molurus)
- Python vert (Morelia viridis)

## Taxinomie
Les Pythonidae étaient autrefois considérés comme une famille, avant d'être déclassés en sous-famille des Pythoninae dans les Boidae puis rétablis.

## Publication originale
- Fitzinger, 1826 : Neue Classification der Reptilien nach ihren natürlichen Verwandtschaften nebst einer Verwandschafts-Tafel und einem Verzeichnisse der Reptilien-Sammlung des K. K. Zoologischen Museums zu Wien J. G. Heubner, Wien, p. 1-66 (texte intégral).